# هاو رمیش

هاو رمیش 
(به لوگزامبورگی: Haff Réimech) یک ذخیره‌گاه طبیعی در میان کشورهای آلمان ، فرانسه و لوگزامبورگ است . هاو رمیش از نظر موقعیت جغرافیایی در غرب شهر رمرشین شمال شهر شنگن ، لوگزامبورگ قرار دارد . از مارس ۱۹۹۸ هاو رمیش یک منطقه حفاظت‌شده در لوگزامبورگ شناخته می‌شود . علت ایجاد شدن هاو رمیش ارتفاعات شنگن هست که سبب شده آب در منطقه هاو رمیش مانداب شود طی سالیان بر اثر رسوبات رودخانه دریاچه‌های هاورمیش از رود موزل جداشوند . از آب دریاچه‌ها برای پرورش تاک‌های انگور و شراب استفاده می‌شود . هاو رمیش یک از مکان‌های توریستی محسوب نیز می‌شود و برهنگی در آن آزاد است . 

## جاذبه‌های توریستی
- بنای یادبود تقابل روم و گل
- موزه طبیعت متفاوت